# Горшковский (посёлок)
Горшковский — посёлок в Венёвском районе Тульской области России.
В рамках административно-территориального устройства входит в Мордвесский сельский округ Венёвского района, в рамках организации местного самоуправления включается в Мордвесское сельское поселение.

## География
Находится в северо-восточной части Тульской области, в зоне хвойно-широколиственных лесов, в пределах Среднерусской возвышенности,  на расстоянии 15 километров (по прямой) к северо-востоку от города Венёва, административного центра района.  

### Климат
Климат характеризуется как умеренно континентальный, с умеренно холодной зимой и тёплым летом. Среднегодовая многолетняя температура воздуха составляет +5 °С. Средняя температура воздуха самого холодного месяца (января) — −10 °C, средняя температура самого тёплого (июля) — +20 °С. Период с положительными температурами длится около 220—225 дней. Среднегодовое количество атмосферных осадков составляет 550—600 мм, из которых большая часть (около 70 %) выпадает в тёплый период. Среднегодовая скорость ветра составляет 5 м/с.

## История
Посёлок был отмечен на карте перед Великой Отечественной войной как безымянный совхоз зерноводческого типа.

## Население
| 2010 |
| ---- |
| 66   |

Постоянное население составляло 56 человек (русские 89 %) в 2002 году, 66 в 2010.

## Инфраструктура
Личное подсобное хозяйство с зоной сельскохозяйственного использования, индивидуальная застройка усадебного типа.

## Транспорт
В пешей доступности остановочный пункт 156 км Московской железной дороги.